# Lake Bodom
Lake Bodom è un film del 2016 diretto da Taneli Mustonen.
Il film è liberamente ispirato agli omicidi del Lago Bodom avvenuti il 5 giugno 1960 ad Espoo, in Finlandia.

## Trama
Due amici, lo spaccone Elias e l'eccentrico Atte, convincono due ragazze della loro scuola a fare campeggio con loro sul Lago Bodom, sperduto in mezzo alla foresta, teatro nel 1960 del macabro omicidio di alcuni ragazzi. Una di loro, Ida, già resa introversa da un'educazione strettamente puritana, è segnata da un evento accadutole alcuni mesi prima: mentre era ubriaca a una festa, qualcuno le ha scattato una serie di fotografie che la ritraevano nuda, ma che lei stessa non ha mai visto.
Arrivati nel luogo del campeggio, si scopre che il vero motivo per cui Atte ha organizzato l'uscita è per indagare sugli omicidi di tanti anni prima e cercare di ricostruire gli eventi. Durante la notte Nora, l'amica di Ida, si allontana dalla tenda seguita da Elias. Ida, che in precedenza aveva scorto la luce di una torcia sull'altra sponda del lago, rimane sola con Atte, il quale le rivela di sapere qualcosa sulle foto che le sono state scattate. Prima che possa rivelarle il segreto, però, un ramo cade sulla tenda facendola collassare. Atte esce per controllare ma viene pugnalato a morte da qualcuno che indossa un paio di anfibi.
Nora ed Elias sentono le grida di Ida e accorrono alla tenda, ma è troppo tardi per Atte, mentre l'assassino pare essersi dileguato. I tre ragazzi fuggono per la foresta cercando di tornare all'auto, che avevano lasciato poco lontano dal lago, ma si perdono; in più, Nora si sloga una caviglia ed è costretta a fermarsi, dicendo agli altri due di proseguire senza di lei. Anche Elias parla a Ida delle presunte fotografie che le sono state scattate, confessando di averle cercate in tutti i modi (è infatti segretamente innamorato di lei) ma di non averle trovate. Proprio Nora in quel momento spunta alle spalle di Elias e lo colpisce ripetutamente alla schiena con un coltello, uccidendolo. Le due ragazze, che avevano predisposto ogni cosa, mettono i cadaveri dei due ragazzi in dei sacchi e li fanno poi sprofondare nel lago. Una volta recuperate le chiavi dell'auto dopo un'immersione di Ida - erano infatti rimaste nella giacca di Elias - le due ragazze prendono la macchina e si allontanano.
Mentre sono in auto, Ida comincia a rivolgere a Nora, che sosteneva di averle viste, domande sulle famigerate foto. L'amica però è evasiva e visibilmente infastidita dall'argomento, finché non è costretta a confessare: presumibilmente innamorata in segreto di lei, era gelosa dell'attrazione che Ida nutriva verso Elias. Aveva così escogitato un piano per far credere alla ragazza di essere stata fotografata nuda e far ricadere la colpa proprio su Elias e il suo amico Atte. In realtà quelle foto non erano mai state scattate e le voci diffamanti che erano circolate a scuola erano false. Traumatizzata dall'accaduto, Ida aveva in seguito chiesto a Nora di aiutarla a vendicarsi dei due ragazzi.
Scoperta la verità, le due hanno un alterco e, quando un uomo appare davanti a loro in mezzo alla strada, finiscono in un fosso con la macchina. L'uomo ha con sé un carro attrezzi e sembra intenzionato ad aiutarle assicurando un gancio alla loro macchina per tirarla fuori dal fosso. Nora però sostiene di doverlo uccidere perché potrebbe in seguito essere un testimone dei loro omicidi, al che Ida rivela di non essere stata lei a uccidere Atte e che credeva fosse stata Nora stessa. Con orrore si rendono conto che l'uomo non è altri che l'assassino di tanti anni prima, ancora in circolazione nei boschi come sosteneva Atte.
Mentre vengono trainate a velocità folle dall'assassino, la macchina si ribalta ma le due sopravvivono e Nora riesce a fuggire, solo per essere poi aggredita dal cane lupo dell'uomo. Entrambe si risvegliano poi con le labbra incollate in riva al lago, dove l'assassino le depone all'interno della tenda accanto ai cadaveri di Elias e Atte, ricreando probabilmente la scena dell'omicidio del 1960. Questi cala con un coltello su di loro e sembra ucciderle entrambe.
In realtà, Ida si risveglia davanti al portico di casa sua, completamente coperta di sangue, e viene accusata dell'omicidio dei suoi compagni, come si viene a sapere da un gruppo di ragazzi che tempo dopo, si recano anch'essi sul lago Bodom e sono, probabilmente, le prossime vittime del serial killer.

## Distribuzione
In Italia il film è stato distribuito direttamente in DVD e Blu-ray dalla Midnight Factory e Koch Media il 12 dicembre 2017.
Il 14 aprile 2019 è stato trasmesso in televisione per la prima volta sul canale Rai 4.

## Accoglienza
Nella sua recensione per Ilta-Sanomat, Tarmo Poussu ha definito Lake Bodom ""il primo film horror finlandese che soddisfa gli standard internazionali". Jutta Sarhimaa di Helsingin Sanomat ha assegnato al film quattro stelle su cinque, complimentandosi con i giovani attori, la produzione visiva e il dialogo.

## Curiosità
- L'auto Volvo mostrata nel film è il modello del 1974 ma la targa nera, come si usava per le auto in Finlandia fino al 1972. Dal 1974 la Volvo ha sostituito le targhe nero con targhe bianche più moderne.[4]

## Riconoscimenti[5]
- 2016 - Molins de Rei Horror Film Festival
  - Nomination Miglior Film a Taneli Mustonen
- 2016 - Screamfest
  - Miglior attrice a Mimosa Willamo[6]
- 2017 - Jussi Awards
  - Best Sound Design a Panu Riikonen
  - Nomination Miglior film a Aleksi Hyvärinen
  - Nomination Best Leading Actress a Mimosa Willamo
- 2017 - MOTELx - Festival Internacional de Cinema de Terror de Lisboa
  - Nomination Best European Feature Film Award a Taneli Mustonen
- 2017 - Neuchâtel International Fantastic Film Festival
  - Nomination Best European Fantastic Feature Film a Taneli Mustonen